# Автономна Радянська Соціалістична Республіка Німців Поволжя
Автономна Радянська Соціалістична Республіка Німців Поволжя (нім. Autonome Sozialistische Sowjetrepublik der Wolgadeutschen; рос. Автономная Советская Социалистическая Республика Немцев Поволжья) ― автономна республіка поволзьких німців у складі РРФСР.

## Імміграція німців до Росії
У 1762—1763 роках імператриця Катерина II своїми маніфестами запросила жителів європейських країн переїхати до Росії і оселитися на берегах річки Волги. На запрошення відгукнулися тисячі жителів з німецьких держав (Гессена, Бадена, Саксонії, Гольштейну, Майнцу та інших), володінь Габсбургів, Швейцарії, Нідерландів, Франції, Данії, Швеції та інших країн Європи.
З 1764 до 1768 ріку в Поволжі на територіях сучасних Саратовської і Волгоградської областей було утворено 106 німецьких колоній, у яких оселилися 25 600 осіб. До початку XX століття в Поволжі було 190 колоній з населенням 407,5 тисяч осіб переважно німецької національності, яких з кінця XIX століття офіційно називали «німці Поволжя» або «поволзькі німці» (die Wolgadeutschen)

## Коротка історія та адміністративний поділ
19 жовтня 1918, декретом РНК РРФСР була утворена перша в РРФСР автономна область — Автономна область німців Поволжя (використовувалося також назва Трудова комуна німців Поволжя) у складі РРФСР з адміністративним центром у м. Саратов (з 19 жовтня 1918 по травень 1919). Потім адміністративним центром стало місто Баронськ (назв. Катеріненштадт з травня до 4 червня 1919 і назв. Марксштадт з 4 червня 1919, був адміністративним центром до 24 липня 1922). 24 липня 1922 адміністративний центр області перенесено в приєднаний до автономії 22 червня місто Покровськ (в 1931 перейменований в м. Енгельс).
АО німців Поволжя включила 3 повіти (Голокарамишський — с. Голий Карамишев, Катериненштадтський — м. Катериненштадт та Рівненський — с. Рівне, а 22 червня 1922 до складу області включено Покровський повіт).
19 грудня 1923 АО німців Поволжя перетворена в Автономну РСР німців Поволжя з площею 28 200 км ² і 576 тис. мешканців (1933). З 1928 по 1934 роки АРСР НП входила до складу Нижньо-Волзького краю РРФСР, з 1934 по 1936 роки — до складу Саратовського краю РРФСР. У 1939 близько двох третин населення були німцями. Столицею республіки було місто Енгельс.
АРСР німців Поволжя включала 22 кантони: Бальцерський, Гмелінський, Гнаденфлюрський, Добринський, Зельманський, Золотовський, Іловатський, Каменський, Красноярський, Краснокутський, Куккусський, Лізандергейський, Маріентальський, Марксштадтський, Палласовський, Старо-Полтавський, Тернівський, Унтервальденський, Федоровський, Франкський, Екгеймський , Ерленбахський кантони та м. Енгельс.
Після початку війни з Німеччиною німців Поволжя Указом Президії Верховної Ради СРСР від 28 серпня 1941 року було огульно звинувачено у співпраці з німецькою владою і виселено до Казахської РСР, Алтаю й Сибіру. Територія АРСР німців Поволжя була розділена між Саратовською (15 кантонів) і Сталінградською (Волгоградською) (7 кантонів) областями.
У 1990-х роках організації російських німців висловлювали пропозиції з відновлення Республіки німців Поволжя.

## Населення

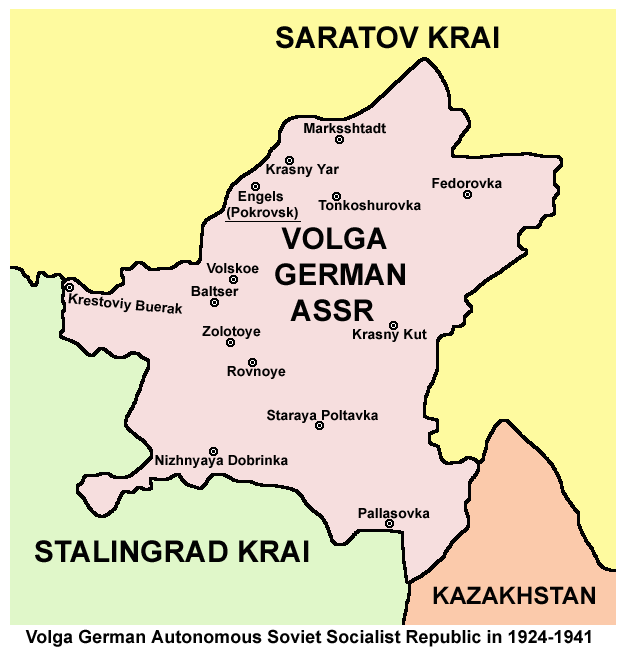

12 червня 1924 року німецьку мову впроваджено як другу державну і як мову навчання в школах. У той період швидкими темпами почалося будівництво народної освіти і створення німецького державного видавництва. Прийнятою в 1937 році Конституцією (Основним Законом) АРСР німців Поволжя державними мовами республіки встановлено російську та німецьку.
Поряд з цим АРСР німців Поволжя була однією з перших республік суцільної грамотності: у АРСР НП нараховувалося 171 національна середня школа, 11 технікумів, 3 робітфаки, 5 вузів. Крім того, було 172 колгоспні клуби, будинки культури, Німецький національний театр і дитячий театр. Видавалась 21 газета німецькою мовою.
| Національність | Чисельність (1926) | % (1926)   | Чисельність (1939) | % (1939)   |
| -------------- | ------------------ | ---------- | ------------------ | ---------- |
| Німці          | 379 630            | 66,42 %    | 366 685            | 60,46 %    |
| Росіяни        | 116 561            | 20,39 %    | 156 027            | 25,72 %    |
| Українці       | 68 561             | 11,99 %    | 58 248             | 9,6 %      |
| Казахи         | 1353               | 0,24 %     | 8988               | 1,48 %     |
| Татари         | 2109               | 0,37 %     | 4074               | 0,67 %     |
| Мордва         | 1429               | 0,25 %     | 3048               | 0,5 %      |
| Білоруси       | 159                | 0,03 %     | 1636               | 0,27 %     |
| Китайці        | 5                  | 0 %        | 1284               | 0,21 %     |
| Євреї          | 152                | 0,026 %    | 1216               | 0,20 %     |
| Інші           | 1619               | 0,28 %     | 5326               | 0,88 %     |
| Всього         | 571 578            | (100,00 %) | 606 532            | (100,00 %) |

## Політичний устрій

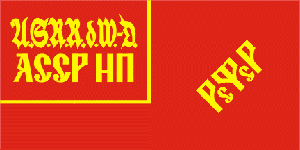
Прапор АРСР НП в 1924—1937 роках

Прапор АРСР НП в 1937—1941 роках

Головним органом державної влади АРСР НП був Центральний виконавчий комітет Ради АРСР німців Поволжя (з 1937 року — Верховна Рада АРСР німців Поволжя), який був законодавчим (представницьким) органом, що формується з 1937 року на основі загальних виборів. На постійній основі працювали Президія ЦВК АРСР НП (з 1937 року — Президія Верховної Ради АРСР НП), решта членів ЦВК (з 1937 — депутати Верховної Ради) збиралися на сесії 10-12 разів на рік.
Виконавчу владу очолювала Рада народних комісарів (РНК) АРСР НК у складі десяти народних комісаріатів: внутрішніх справ, юстиції, охорони здоров'я, фінансів, сільського господарства, праці, соціального забезпечення, а також робітничо-селянська інспекція і рада народного господарства. Монополія зовнішньої політики і зовнішньої торгівлі належала РНК СРСР. Було дозволено утворення відповідного апарату зовнішньої торгівлі в республіці. З питань оборони декрет передбачав утворення військового комісаріату. Він підпорядковувався військовому комісаріату Нижньо-Волзького краю. Безпосередньо при Раднаркомі АРСР НП було утворено управління Об'єднаного державного політичного управління СРСР (потім — управління ОГПУ-НКВД СРСР)
Для збереження фінансового та економічного пріоритету центральної влади РРФСР наркомати фінансів, праці, робітничо-селянська інспекція на території АРСР НП підпорядковувалися відповідним центральним органам РРФСР. За виконання планових завдань повну відповідальність ніс Раднарком АРСР НП.